# عالم بي تي أس (لعبة فيديو)
عالم بي تي أس (منمقة في جميعًا لأحرف الكبيرة)، هي لعبة فيديو محمولة تم تطويرها بواسطة الإستوديو الكوري الجنوبي Takeone Company Corp، ونشرتها Netmarble. يلعب اللاعبون دورمدير بي تي أس، ويخوضون رحلات مختلفة مع كل عضو من الأعضاء السبعة من عام 2012، قبل ترسيمهم، إلى عام 2019.

## اللعب
عالم بي تي أس هي لعبة فيديو بأسلوب الرواية المرئية، حيث تعتمد معظم القصة على النقر من خلال التفاعلات بين المستخدم وشخصيات اللعبة. تعتمد اللعبة على المحادثات والاختيارات التي تؤثر على الفصول اللاحقة. يمكن للاعب أيضًا تصميم الشخصيات ولعب لعبة الورق لتحقيق درجة معينة.
تستخدم اللعبة صورًا حقيقية وتسجيلات صوتية لأعضاء بي تي أس. يحتوي موقعها الرسمي على معارض للصور ومقاطع الفيديو للأعضاء كشخصيات اللعبة.
وضع آخر، يُدعى «قصة أخرى»، لديه طريقة لعب متشابهة ولكن لها قصص مختلفة، حيث يركز كل منها على اللاعب وعضو واحد فقط من بي تي أس كما لو لم يكونوا معًا في ذلك الوقت.